# 진충귀 개국원종공신녹권
〈진충귀개국원종공신녹권〉(陳忠貴開國原從功臣錄券)은 조선 태조 때 진충귀에게 내린 공신녹권으로, 대한민국의 보물 제1160호이다.

## 개요
〈진충귀개국원종공신녹권〉은 조선 태조 4년(1395년)에 진충귀(陳忠貴)에게 수여된 공신녹권이다. 진충귀는 태조 2년(1393년)부터 4년간 첨절제사(僉節制使)로 양광도(楊廣道), 경사(京師) 등을 다녔으며, 태조 3년(1394년)에는 가정대부(嘉靖大夫) 상의중추원사(商議中樞院事) 도평의사사(都評議司使)와 의주등처병마사(義州等處兵馬使) 의주목사(義州牧使)를 제수받았고, 태종 12년(1412년)에 세상을 떠났다.
원종공신(原從功臣)이란 태조가 등극할 때 반대당의 제거나 즉위식을 도왔거나 왕위에 오르기 전에 오랜 기간 동안 죽음을 무릅쓰고 협력을 한 사람들로, 즉위한 해 10월부터 4년 2월까지 13회에 걸쳐 원종공신으로 포상을 받았다. 수차례에 걸쳐 포상 하교된 원종공신의 인원은 문헌상으로 1,698명이며 여기에 개국공신 58명을 합하면 1,750명이 된다. 이는 신왕조의 창업유공자들을 포함하여 안정을 도모하기 위한 전(前) 왕조의 관료계층을 회유 포섭하려는 의미를 지닌 것으로 파악되고 있다.
이 녹권의 크기는 폭 30.8cm, 길이 634cm이며, 3cm 간격으로 211개의 주선(朱線)이 그어져 있다. 한 행에 15∼18자로 기록하였고, 11개의‘吏曹之印(이조지인)’이 날인되어 있으며, 저지에 목제축이 붙은 권자본이다. 수록된 공신의 수는 106명이며 권말에 발급에 관여한 임원 15명의 직함과 성명이 기재되어 있고, 이들 가운데 10명은 수결을 하였다. 이 녹권은 정진(鄭津)의 공신녹권과 완전히 일치하고 있으므로 정진의 녹권에 수록된 105명의 명단도 동일하게 나타나며 수결한 사람도 13명으로 양쪽이
서로 한사람만 일치하지 않을 뿐 같은 명단과 수결이다.
상전(賞典)으로는 각각 밭 30결, 노비 3명을 상으로 주고, 부모와 처에게 봉작(封爵)하며, 자손에게 과거시험을 치르지 않고 벼슬에 오르도록 하며, 후손에게 죄와 천역(賤役)을 면하게 해주었다.
이 녹권과 관련하여 추가적인 자료로 숭정(崇禎) 연간(1628∼1644)의 《삼척진씨족보》(三陟陳氏族譜) 초간본 1책과 재간본 3책, 삼간본 6책에도 같은 내용의 공신록권이 수록되어 있다.
이들 녹권 자료는 조선 전기 개국공신에 대한 대우와 국가성립에 영향을 미친 인물에 대한 연구, 공신록의 양식, 이두문의 사용과 문체 등의 연구에 중요한 자료로서의 가치를 지니고 있다.

## 참고 자료
- 진충귀 개국원종공신녹권 - 국가유산청 국가유산포털

 본 문서에는 서울특별시에서 지식공유 프로젝트를 통해 퍼블릭 도메인으로 공개한 저작물을 기초로 작성된 내용이 포함되어 있습니다.